# Кецховелі Захарій Миколайович
Захарій Миколайович Кецховелі (груз. ზაქარე კეცხოველი; 1902, селі Тквіаві Горійського повіту Тифліської губернії, тепер Ґорський муніципалітет, Грузія — 1970, тепер Грузія) — радянський грузинський партійний діяч. Член ЦК КПРС у 1952—1956 роках. Депутат Верховної Ради СРСР 2—3-го скликань.

## Життєпис
Народився в родині народного вчителя Миколи Захаровича Кецховелі. Трудову діяльність розпочав із сімнадцятирічного віку.
Здобув вищу агрономічну освіту. Брав участь у розвитку плодівництва в районі Карталінії (Грузинська РСР), був на керівних посадах в органах сільськогосподарської кооперації, також займався науково-дослідною роботою в Інституті плодоягідного господарства Грузинської РСР.
6 листопада 1940 року був призначений на посаду уповноваженого Народного комісаріату заготівель СРСР по Грузинській РСР.
Член ВКП(б) з 1941 року.
Одночасно з 3 січня 1942 по 26 березня 1947 року — заступник голови Ради народних комісарів (Ради міністрів) Грузинської РСР.
У 1944 — 30 вересня 1946 року обіймав пост народного комісара (міністра) харчової промисловості Грузинської РСР. 30 вересня 1946 — 26 березня 1947 року — міністр смакової промисловості Грузинської РСР. 
З 26 березня 1947 по 6 квітня 1952 року — 1-й заступник голови Ради міністрів Грузинської РСР. До 14 квітня 1953 року був членом Бюро ЦК КП Грузії.
З 6 квітня 1952 по 15 квітня 1953 року — голова Ради міністрів Грузинської РСР.
З 15 квітня по вересень 1953 року — міністр легкої і харчової промисловості Грузинської РСР. З вересня 1953 по 1956 рік займав пост міністра промисловості продовольчих товарів Грузинської РСР.

## Нагороди
- орден Леніна
- два ордени Трудового Червоного Прапора (24.02.1941,)
- медаль «За оборону Кавказу»
- медаль «За доблесну працю у Великій Вітчизняній війні 1941—1945 рр.»
- медалі